# Оберасбах
Оберасбах (њем. Oberasbach) град је у њемачкој савезној држави Баварска. Једно је од 14 општинских средишта округа Фирт. Према процјени из 2010. у граду је живјело 17.003 становника. Посједује регионалну шифру (AGS) 9573122.

## Географски и демографски подаци
Оберасбах се налази у савезној држави Баварска у округу Фирт. Град се налази на надморској висини од 291–351 метра. Површина општине износи 12,1 km². У самом граду је, према процјени из 2010. године, живјело 17.003 становника. Просјечна густина становништва износи 1.408 становника/km².

## Међународна сарадња
| Мјесто | Држава    | Врста сарадње | Од    |
| ------ | --------- | ------------- | ----- |
| Олава  | Пољска    | пријатељство  | 1999. |
|        | Француска | партнерство   | 2002. |
| Извор  |           |               |       |